# Straffe Hendrik

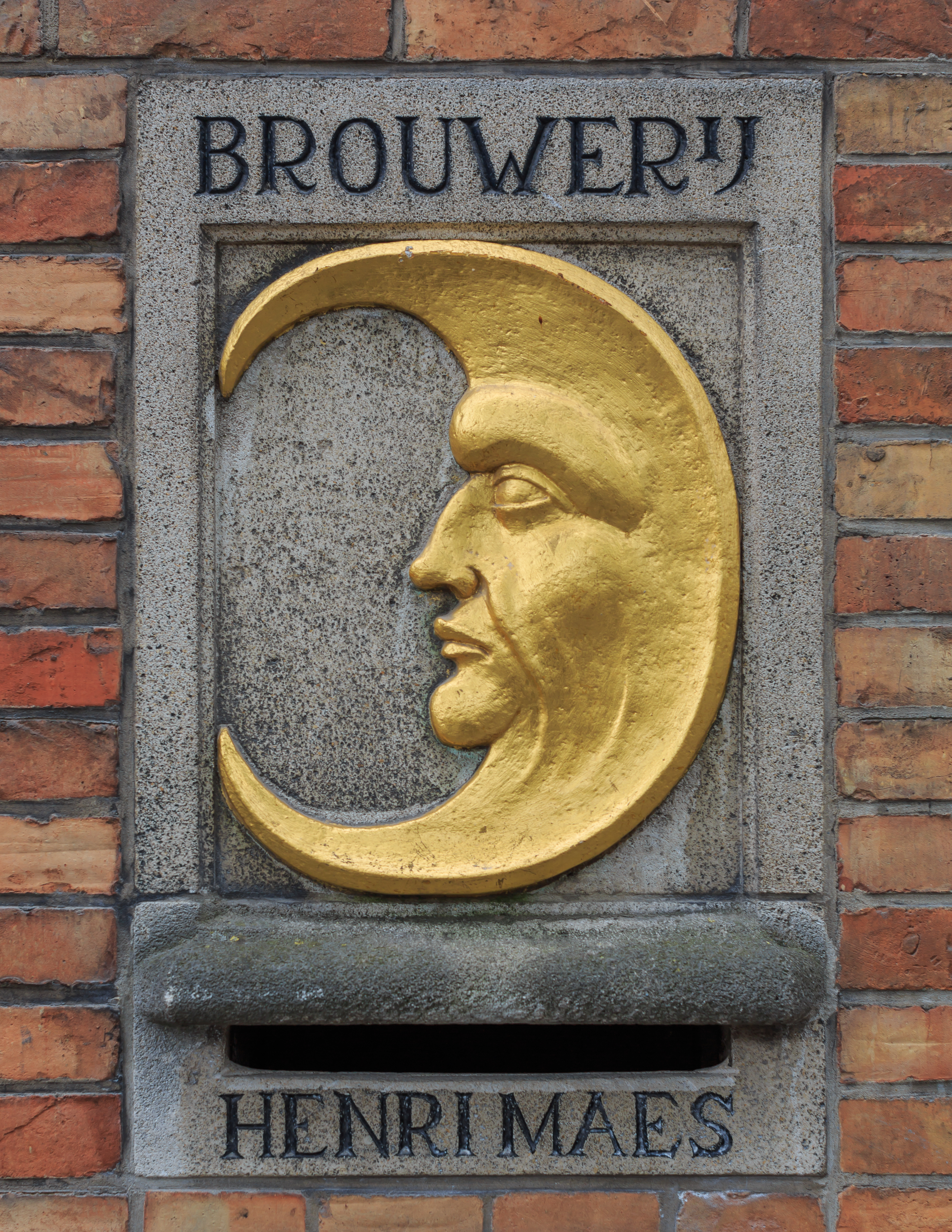
Sello de la Cervecería De Halve Maan

Straffe Hendrik es una cerveza belga de alta fermentación (tripel) que es elaborada por la cervecería De Halve Maan desde 1981 en la ciudad de Brujas.

## Historia
En 1981, De Halve Maan —cervecera cuya fundación data de 1856— elaboró una cerveza especial de alta fermentación después de la inauguración de una estatua de Saint Arnold, el patrón de los cerveceros, en Brujas. La cerveza fue nombrada "Straffe Hendrik", por las diferentes generaciones de Henri Maes que dirigían la cervecería, y tuvo tanto éxito que continuó produciendo. Sin embargo, la marca y el fondo comercial de Straffe Hendrik fueron adquiridos en 1988 por Brewery Riva de Dentergem. La producción en Brujas se redujo considerablemente, terminando finalmente en 2002 y continuando en Dentergem.
Debido a la bancarrota de Liefmans Breweries de Dentergem en 2007, la marca de cerveza Brugse Straffe Hendrik se convirtió temporalmente en propiedad de Duvel-Moortgat. En 2008, De Halve Maan firmó un acuerdo de compra con Duvel-Moortgat para la marca. Halve Maan comenzó a elaborar de nuevo el Straffe Hendrik como se hizo originalmente: una tripel de 9%. Liefmans había hecho de Straffe Hendrik una versión rubia y marrón de 6 y 8.5% respectivamente.

## Variantes
- Straffe Hendrik Tripel, una cerveza triple dorada con una graduación alcohólica de 9%. La cerveza se elabora con seis diferentes tipos de malta.
- Straffe Hendrik Quadrupel, es una versión marrón obscura con un contenido de alcohol del 11%. Se elabora con maltas especiales.
- Straffe Hendrik Wild es una variante silvestre de la reconocida Straffe Hendrik Tripel también con 9% de graduación. Esta tradicional cerveza se fermenta con levadura Brettanomyces, con lo que se obtiene un aroma frutado que armoniza con la rica utilización de variedades de lúpulo aromáticas.
- Straffe Hendrik Heritage es una versión especial de Straffe Hendrik Quadrupel. Esta cerveza, tras madurar por más de un año en barricas de castaño bordelesas, apenas está disponible en ediciones limitadas de otoño.

## Nombre
En los años 80 comenzó a incrementarse el interés por las cervezas tradicionales y una mujer, Verónica, la hija de Henri IV, en 1981 tuvo la genial idea de lanzar una nueva cerveza especial, una cerveza rubia de alta fermentación. La ocasión elegida para vender por primera vez esta cerveza fue la inauguración de la estatua dedicada al patrón de los cerveceros, Saint Arnold, en Brujas. La cerveza fue un éxito rotundo y el alcalde ordenó que fuera la cerveza servida en todas las recepciones oficiales del Ayuntamiento. Era un tanto más fuerte que las lager que imperaban en aquel momento, y por ese motivo se le llamó “Straffe Hendrik” o Henry el fuerte, en flamenco.